# Roze purpermot
De roze purpermot (Eriocrania cicatricella) is een nachtvlinder uit de familie van de purpermotten (Eriocraniidae).
De spanwijdte van de vlinder bedraagt tussen de 9 en 11 millimeter. Meestal heeft de imago een rozige gloed. De tekening is echter zeer variabel, en alleen met onderzoek naar de genitaliën is er een zekere determinatie te bewerkstelligen. Met mijnen en larven is determinatie beter mogelijk.

## Levenscyclus
De roze purpermot heeft berk als waardplant. De witte rups maakt een blaasmijn op de bovenzijde van het blad. Deze mijn wordt niet geheel leeggegeten en heeft daardoor een vuilwitte tot groenige kleur. In de mijn kunnen zich meerdere rupsjes bevinden, tot vier aan toe. De frass bestaat uit korte draadjes. De mijnen zijn in mei te vinden, en verdrogen daarna. In de zomer zijn ze niet meer te vinden. De verpopping vindt plaats in de grond. De pop overwintert. De imago vliegt van maart tot in mei in één jaarlijkse generatie.

## Voorkomen
De roze purpermot komt verspreid over Noord-, West- en Centraal-Europa voor.

### Nederland en België
De roze purpermot is in Nederland een vrij gewone en in België een schaarse soort.